# Tabanus innotabilis
Tabanus innotabilis är en tvåvingeart som beskrevs av Walker 1848. Tabanus innotabilis ingår i släktet Tabanus och familjen bromsar. Inga underarter finns listade i Catalogue of Life.